# 洪根罗特
洪根罗特是德国莱茵兰-普法尔茨州的一个市镇。总面积6.02平方公里，总人口221人，其中男性116人，女性105人（2011年12月31日），人口密度37人/平方公里。